# Max Prentzel
Max Franz Carl Prentzel (* 25. Februar 1882 in Biesenthal; † 31. März 1962 in Bremen) war ein deutscher Generalarbeitsführer und im Zweiten Weltkrieg Höherer Reichsarbeitsdienst-Führer in Belgien und Nordfrankreich. Er war 1932 maßgeblich an der Errichtung des nationalsozialistischen Arbeitsdienstes beteiligt, an dem am „Tag von Großkühnau“ jährlich erinnert wurde.

## Leben und Wirken
Max Prentzel war der Sohn des Maurermeisters und späteren Oberingenieurs Franz Prentzel und dessen Ehefrau Marie geborene Häsecke. Nach dem Besuch der Gymnasien in Bremen, Münster, Braunschweig und Charlottenburg wurde er 1903 Fahnenjunker im 1. Pionier-Bataillon III in Spandau, wo er 1903 zum Leutnant ernannt wurde. Nach seiner Beförderung zum Oberleutnant 1912 wurde er 1914 Hauptmann. Als solcher nahm er am Ersten Weltkrieg teil, in dem er zum Kompaniechef ernannt wurde und später als Adjutant an der Westfront und im Osten eingesetzt war. 
Prentzel trat zum 1. Februar 1932 der NSDAP bei (Mitgliedsnummer 971.564) und wurde für die Partei Kreistagsabgeordneter im Kreis Westhavelland, dann zum Gauarbeitsführer des Gaus XIII Magdeburg-Anhalt, zum Oberst- und am 20. April 1939 zum Generalarbeitsführer des Reichsarbeitsdienstes ernannt. Er lebte viele Jahre lang in Dessau-Ziebigk und gehörte ursprünglich den Freimaurern an. Der staatliche Arbeitsdienst in Anhalt galt als „Keimzelle des Reichsarbeitsdienstes“. Daher erhielt der von Prentzel geleitete RAD im Gau Magdeburg-Anhalt vom Reichsarbeitsführer Konstantin Hierl einen Traditionsstreifen verliehen und das Anhaltische Staatsministerium schuf ein entsprechendes Erinnerungszeichen. Außerdem war Prentzel in dieser Zeit Mitglied der Provinzstelle für Naturschutz in der Provinz Sachsen. 
Während des Zweiten Weltkrieges war Prentzel ab 1940 beim Luftgau Belgien in Brüssel und Den Haag eingesetzt. Seine Tätigkeit wurde auf das Luftgaukommando Belgien/Nordfrankreich (Abschnitt LXXXI) ausgedehnt. Zuletzt war er in Belgien und Nordfrankreich als Höherer RAD-Führer tätig.
Nach 1945 lebte er in Bremen, wo er 1962 starb. Er wurde auf dem Friedhof Riensberg bestattet.

## Ehrungen
- Königlich Preußischer Kronenorden IV. Klasse
- Eisernes Kreuz I. und II. Klasse
- Braunschweiger Kriegsverdienstkreuz